# Pentax K-70
Pour les articles homonymes, voir K70.
K-50 Inconnu
Le Pentax K-70 est un reflex numérique à objectif interchangeable (baïonnette K) possédant un capteur de 24,2 mégapixels, annoncé en juin 2016.
Le K-70 est le successeur du Pentax K-50. Le K-70 possède de nombreuses similitudes au niveau de la conception avec le K-S2 et hérite de fonctionnalités du Pentax K-1 comme le Pixel shift resolution ou l'ergonomie des menus.
Le prix de lancement du Pentax K-70 est de $699 pour le boitier nu et $999 avec l'objectif 18-135mm.

## Fonctionnalités
Le Pentax K-70 a 100 joints d'étanchéité destinés à le protéger de l'humidité et de la poussière. Il utilise une batterie comme ses prédécesseurs.
Sa monture d'objectif est la monture K, il est donc compatible avec les objectifs remontant à 1973 sans nécessiter d'adaptateur (ainsi qu'avec les objectifs SDM de la marque). Il peut également accueillir des objectifs en monture M42 (même distance de tirage) avec un adaptateur (la visée se fait alors à ouverture réelle).
Le flash intégré du K-70 peut lui permettre de déclencher à distance des flash compatibles en tant que maître (le flash intégré s'illumine pendant l'exposition), ou comme contrôleur (pas d'illumination pendant la capture).
Le K-70 présente un écran LCD de 3" (921 000 pixels). Il est orientable et peut être retourné. Il propose également un mode vision de nuit qui affiche les informations avec des tons rouges, cela se révèle être moins gênant pour l’œil dans l'obscurité.
Le capteur du K-70 est stabilisé (stabilisation possible avec tous les objectifs, mais pas de stabilisation lors de la visée). Cette stabilisation permet de gagner environ 4 vitesses d'après des tests.
Le K-70 dispose d'un viseur pentaprisme avec une couverture de 100% et un grossissement de 0,95x (50mm f/1,4 à l'infini).
Le K-70 dispose d'une plage de sensibilité allant de 100 à 102 400 ISO (le bruit étant discret jusqu'à 6400 ISO).
Le K-70 dispose d'un mode Live-view qui permet de visualiser l'image en direct sur l'écran avant la prise de vue. L'autofocus s'effectue alors par détection de contraste (plus lent que la détection de phase en mode visée optique).
Le k-70 propose un mode vidéo assez basique (pas d'AF pendant l'enregistrement, sauf avec des objectifs PLM qui permettent une mise au point hybride). Il peut produire des vidéos FullHD à 30 images par seconde.
Un mode intervallomètre est intégré, cela permet de programmer la prise de photos (en nombre et en durée). Différents traitements sont accessibles pour le mode de sortie (photos, image moyenne ou addition, vidéo jusqu'à 4K, etc.)
Le K-70 propose la fonction Pixel shift resolution, héritée du K-1 et du K-3 II. Ce mode permet de prendre 4 images consécutives en utilisant le module SR (stabilisation) pour décaler le capteur d'un pixel à la fois. On obtient donc l'information rouge, verte (2 fois) et bleue pour chaque sous-pixel, ce qui permet de produire une image complète en éliminant l'interpolation liée au dématriçage (la définition de l'image reste la même et par moyennage, le bruit est réduit). Cette fonction ne peut être utilisée que sur trépied et avec un sujet fixe.